# 寧海駅 (慶尚北道)
寧海駅（ヨンヘえき）は、大韓民国慶尚北道盈徳郡に位置する韓国鉄道公社東海線の駅である。

## 駅構造
- 1面1線の高架駅である。

## 歴史
- 2025年1月1日：開業。

## 隣の駅
韓国鉄道公社
東海線
盈徳駅 - 寧海駅 - コレブル駅